# Brigades des Épées du droit
Les Brigades des Épées du droit est un groupe qui revendique l'enlèvement de quatre occidentaux en Irak, dont le quaker Tom Fox, depuis le 26 novembre 2005. Le corps de l'un d'entre eux a été retrouvé le 10 mars 2006 et les 3 autres libérés lors d'une opération militaire d'unités des forces spéciales de la coalition militaire en Irak le 26 mars 2006. Les auteurs de ces enlèvements auraient été arrêtés en novembre 2006
Le groupe était inconnu avant cet incident. Cependant, l'institut américain de recherches de terrorisme SITE indique qu'il avait trouvé des liens entre les Brigades des Épées du droit et l'Armée islamique en Irak.